# Regina Margot
„Regina Margot” (in franceză „La Reine Margot”) este un roman de dragoste și aventură, publicat în anul 1845 de Alexandre Dumas tatăl. Povestea închipuită de Alexandre Dumas o are în centru pe Margareta de Valois, rămasă în istorie sub numele de „regina Margot", fiica lui Henric al II-lea și a extrem de influentei regine Caterina de Medici.Ea a avut un amant pe nume La Mole.

## Despre roman
La sfârșitul secolului al XVI-lea, sub domnia capriciosului rege Carol al IX-lea, când catolicii își disputau cu protestanții puterea politică, căsătoria dintre regina Margot și un prinț protestant, Henric de Bourbon, a reprezentat o șansă pentru reconciliere. 
Dar destinul a hotărât altfel și a urmat sângerosul masacru din noaptea Sfântului Bartolomeu, petrecut în anul 1572, când au fost uciși sute de protestanți. 
Într-o perioadă tulbure, când intrigile de la Curte se înmulțesc la nesfârșit, regina Margot trăiește o poveste de dragoste cu tânărul La Môle, și el protestant. Viața celor doi, precum și a regelui Henric de Bourbon, este periclitată de planurile malefice pe care le urzește neîncetat Caterina de Medici.

## Păreri critice
„Regina Margot ramâne, mai presus de toate, romanul dragostei și al prieteniei. Al prieteniei dintre nobilii La Mole și Coconnas, nedespărțiți nici chiar in moarte, deși totul in viața părea sa-i despartă: convingerile religioase, caracterul, iubitele... Al prieteniei dintre frumoasa și nefericita Regina Margot si ducesa Henriette de Nevers, într-o lume a minciunii, ipocriziei și crimei, in care relația sincera dintre ele pare chiar mai neverosimilă decat tragica iubire ce le va lega de cei doi prieteni. Al prieteniei, in ultima instanță, dintre Regina Margot și soțul ei, prietenie care îi salveaza viața celui ce va deveni marele rege Henric al IV-lea, suveranul care va readuce pacea in Franta și va pune astfel bazele viitorului unei mari natiuni. ”
Ileana Mihăilă